# Deborah Adewale
Deborah Adewale (ur. 18 kwietnia 1997) – nigeryjska lekkoatletka specjalizująca się w biegach sprinterskich.
W 2013 została pierwszą w historii mistrzynią Afryki juniorów młodszych w biegach na 100 i 200 metrów. Podczas mistrzostw świata kadetów (2013) odpadła w półfinałach na obu tych dystansach.

## Osiągnięcia
| Rok  | Impreza                               | Miejsce | Konkurencja        | Lokata     | Wynik |
| ---- | ------------------------------------- | ------- | ------------------ | ---------- | ----- |
| 2013 | Mistrzostwa Afryki juniorów młodszych | Warri   | bieg na 100 metrów | 1. miejsce | 11,87 |
| 2013 | Mistrzostwa Afryki juniorów młodszych | Warri   | bieg na 200 metrów | 1. miejsce | 24,13 |